# Maucor
Maucor település Franciaországban, Pyrénées-Atlantiques megyében. Lakosainak száma 567 fő (2022. január 1.). Maucor Bernadets, Buros, Morlaàs, Saint-Castin és Saint-Jammes községekkel határos.

## Népesség
A település népességének változása:
| Lakosok száma | 478  | 495  | 536  | 534  | 547  | 560  | 566  | 570  | 567  |
|               | 2013 | 2015 | 2016 | 2017 | 2018 | 2019 | 2020 | 2021 | 2022 |